# Erwin Obermair
| Entdeckte Asteroiden: 10                                   | Entdeckte Asteroiden: 10 | Entdeckte Asteroiden: 10 |
| ---------------------------------------------------------- | ------------------------ | ------------------------ |
| Nummer und Name                                            | Entdeckungsdatum         |                          |
| (9097) Davidschlag1 2                                      | 14. Jänner 1996          |                          |
| (9119) Georgpeuerbach1 2                                   | 18. Februar 1998         |                          |
| (14057) Manfredstoll1                                      | 15. Jänner 1996          |                          |
| (15949) Rhaeticus1                                         | 17. Jänner 1998          |                          |
| (43955) Fixlmüller1                                        | 6. Februar 1997          |                          |
| (48681) Zeilinger1                                         | 21. Jänner 1996          |                          |
| (58499) Stüber1                                            | 3. November 1996         |                          |
| (85411) Paulflora1                                         | 3. November 1996         |                          |
| (100485) Russelldavies1                                    | 3. November 1996         |                          |
| (175730) Gramastetten1 2                                   | 18. Februar 1998         |                          |
| [1] zusammen mit Erich Meyer [2] zusammen mit Herbert Raab |                          |                          |

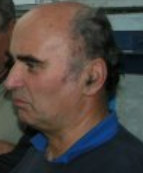
Erwin Obermair 2004

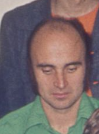
Erwin Obermair (1975)

Erwin Obermair (* 29. August 1946 in Hargelsberg; † 15. Jänner 2017 in Linz) war ein Elektroinstallateur, österreichischer Amateurastronom und Asteroidenentdecker.
Im Jahr 1978 errichtete er zusammen mit seinem Kollegen Erich Meyer die Privatsternwarte Meyer/Obermair in Davidschlag. Dort entdeckte er zwischen 1996 und 1998  zusammen mit Meyer insgesamt zehn Asteroiden. Darüber hinaus war er an drei weiteren Asteroidenentdeckungen beteiligt, die von der Internationalen Astronomischen Union der Sternwarte Davidschlag zugesprochen wurden.
Zu den bedeutendsten Beobachtungen Obermairs zählen präzise Positionsbestimmungen des Kometen Shoemaker-Levy 9, die er 1993 gemeinsam mit Erich Meyer und Herbert Raab gewinnen konnte und die wesentlich dazu beigetragen haben, den späteren Impakt dieses Kometen auf dem Planeten Jupiter vorherzusagen.
Am 4. April 1997 wurde ihm das Silberne Verdienstzeichen der Republik Österreich verliehen. Der Asteroid (9236) Obermair wurde nach ihm benannt.
Obermair war Mitglied der Linzer Astronomischen Gemeinschaft, von 1974 bis zu seinem Ableben auch Obmann-Stellvertreter dieses Vereins, und führte zahlreiche Sternführungen an der Johannes-Kepler-Sternwarte Linz, wobei er sich immer durch seine besondere Einsatzfreude auszeichnete. Außerdem war er ein begeisterter Astrofotograf.
Obermair war verheiratet.